# Northfield (Massachusetts)
Northfield – miasto w Stanach Zjednoczonych, w stanie Massachusetts, w hrabstwie Franklin.